# II. Neszubanebdzsed
II. Neszubanebdzsed (görögösen Szmendész) ókori egyiptomi főpap, Ámon thébai főpapja i. e. 992 és 990 közt, a XXI. dinasztia idején.
Apja Menheperré, aki szintén Ámon thébai főpapja és a déli országrész de facto uralkodója volt. Anyja Iszetemheb, I. Paszebahaenniut fáraó lánya. Testvérét, Henuttauit vette feleségül, tőle született Iszetemheb nevű lánya; másik feleségétől, Tahentdzsehutitól pedig Neszihonsz, utóbbi később feleségül ment nagybátyjához, II. Pinedzsemhez, aki követte Neszubanebdzsedet a főpapi székben.
Uralkodásáról kevés adat maradt fenn, Manethón feljegyzéseiben nem is szerepel. Kevés helyen említik, köztük egy karnaki feliraton, egy múmiapólyán, valamint pár karperecen, amit I. Paszebahaenniut fáraó múmiáján találtak. Két további lelet is említ egy bizonyos Nedzubanebdzsedet, Ámon főpapját, de nem tudni teljes bizonyossággal, hogy ez őrá utal, vagy a későbbi III. Neszubanebdzsedre: egy írnoki paletta, mely ma a Metropolitan Művészeti Múzeumban található (47.123a–g), és egy térdeplő bronzszobor, a Musée royal de Mariemont-ban (ref. B242).